# Hymenoxys richardsonii
Hymenoxys richardsonii là một loài thực vật có hoa trong họ Cúc. Loài này được (Hook.) Cockerell mô tả khoa học đầu tiên năm 1904.